# Laccodiscus ferrugineus
Laccodiscus ferrugineus är en kinesträdsväxtart som först beskrevs av Bak., och fick sitt nu gällande namn av Ludwig Radlkofer. Laccodiscus ferrugineus ingår i släktet Laccodiscus och familjen kinesträdsväxter. Inga underarter finns listade i Catalogue of Life.